# Cámara de Diputados (Tercera República Francesa)
En Francia, durante la Tercera República de 1875 a 1940, el Congreso de los Diputados fue el nombre que recibía la asamblea legislativa elegida por sufragio universal. El presidente de la República era elegido por la Asamblea nacional compuesta por la reunión del Congreso de Diputados y el Senado, en Versalles.

## Descripción general

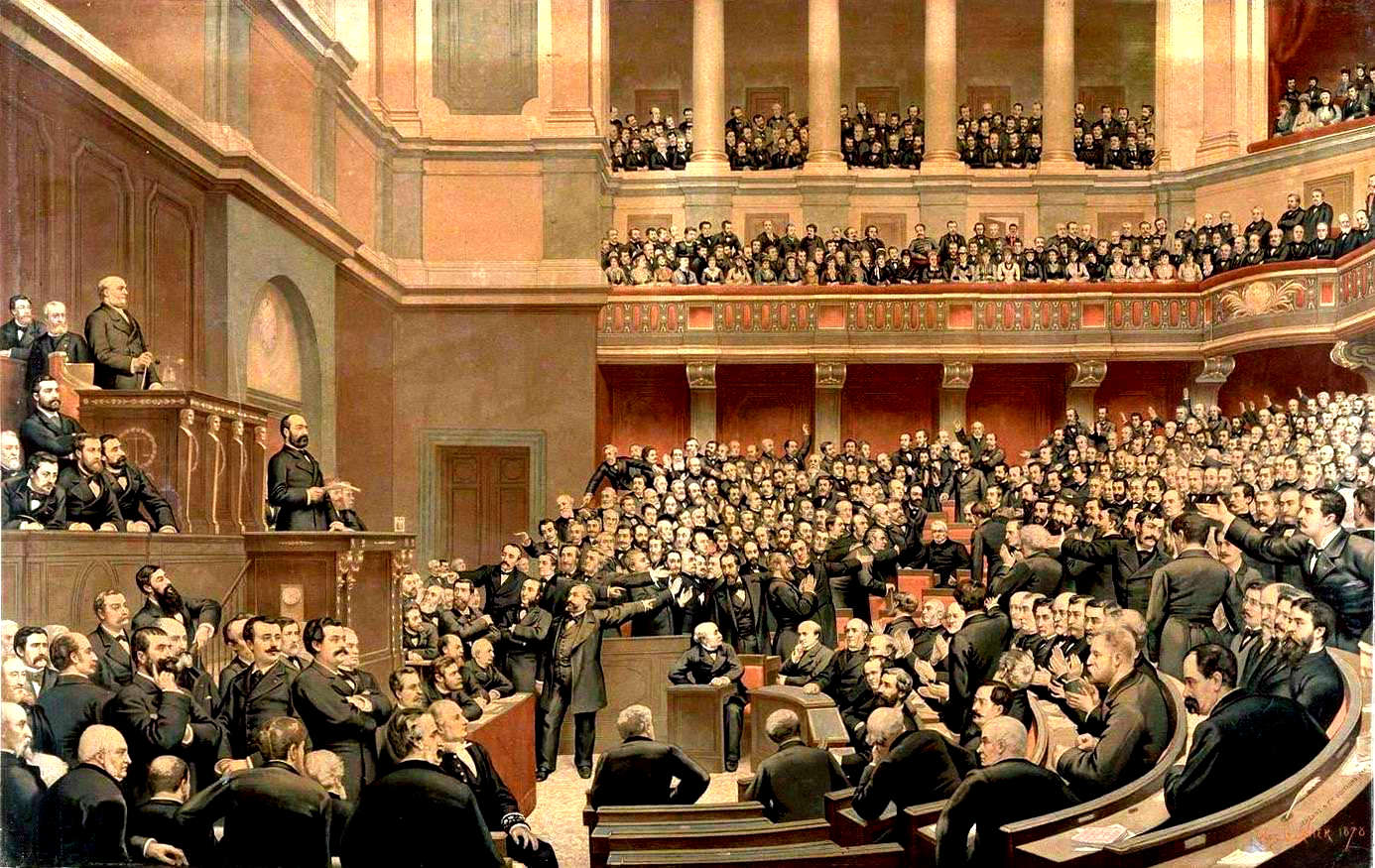
Incidente de sesión entre monárquicos y republicanos durante la sesión del 16 de junio de 1877 de la Congreso de los Diputados que siégeait a Versalles hasta en 1879, en la sala hoy afectada al Congreso (El Librador del Territorio de Jules-Arsène Garnier).

El Congreso de los Diputados era elegido según el sistema mayoritario para 4 años (desde 520 hasta más de 600 diputados según las legislaturas). Hubo 17 legislaturas. Es durante este periodo cuando las prácticas parlamentarias republicanas comienzan verdaderamente a imponerse. Ambos hemiciclos se caracterizaban por debates agitados, animados por grandes oradores, como: Léon Gambetta, Jules Ferry, Georges Clemenceau, Jean Jaurès, entre otros. Durante bastante tiempo la noción de partido o grupo político no formó parte de la organización parlamentaria, los primeros grupos políticos se formaron a principios del siglo XX. Sin embargo, el conjunto heterogéneo de los Republicanos fue la causa de una profunda separaciónde las tendencias políticas, y de una inestabilidad gubernamental recurrente.
Los abogados representaban una parte de significativa de los miembros de la cámara. Así, en 1924, del Cartel de las izquierdas, formaban parte 140 abogados y 9 profesores de derecho. En 1936, el Frente popular, contaba con 110 abogados y 8 profesores de derecho.
Es a partir de la Tercera República cuando los parlamentaris comenzaron a recibir un salario, aunque ya existía bajo otra forma desde el 1 de septiembre de 1789, cuando la Asamblea votó una dieta legislativa de 18 libras por día.[cita requerida] Está motivada por el hecho que todo ciudadano, incluso modesto, debe poder ser elegido representante, por lo que necesita recibr un ingreso que le compense. De lo contrario las asambleas solo estarían ocupadas por nobles y rentistas. El 1 de enero de 1938, el importe de este salario parlamentaria era de 82 500 francos por año.

### Modo de elección
El Congreso de los Diputados de la III República era, habitualmente, elegido por escrutinio uninominal, pero el modo de escrutinio fue modificado varias veces. 

### Grupos y personajes claves de la cámara baja de la III República
- Grupos parlamentarios: monárquicos (legitimistas y orleanistas); republicanos (liberales, oportunistas, radicales y socialistas) ;
- Personajes históricos: Enrique de Artois, Albert de Broglie, Adolphe Thiers, Léon Gambetta, Jules Ferry, Georges Clemenceau, Jean Jaurès, Georges Boulanger.

### Lista de los presidentes del Congreso de los Diputados
- 13 de marzo de 1876 - 30 de enero de 1879 : Jules Grévy
- 31 de enero de 1879 - 27 de octubre de 1881 : Léon Gambetta
- 3 de noviembre de 1881 - 7 de abril de 1885 : Henri Brisson
- 8 de abril de 1885 - 3 de abril de 1888 : Charles Floquet
- 4 de abril de 1888 - 11 de noviembre de 1889 : Jules Méline
- 16 de noviembre de 1889 - 10 de enero de 1893 : Charles Floquet
- 10 de enero de 1893 - 3 de diciembre de 1893 : Jean Casimir-Perier
- 5 de diciembre de 1893 - 30 de mayo de 1894 : Charles Dupuy
- 2 de junio de 1894 - 27 de junio de 1894 : Jean Casimir-Perier
- 5 de julio de 1894 - 12 de diciembre de 1894 : Auguste Burdeau
- 18 de diciembre de 1894 - 31 de mayo de 1898 : Henri Brisson
- 1.º junio 1898 - 31 de mayo de 1902 : Paul Deschanel
- 10 de junio de 1902 - 12 de enero de 1904 : Léon Burgués
- 12 de enero de 1904 - 10 de enero de 1905 : Henri Brisson
- 10 de enero de 1905 - 7 de junio de 1906 : Paul Doumer
- 8 de junio de 1906 - 13 de abril de 1912 : Henri Brisson
- 23 de mayo de 1912 - 10 de febrero de 1920 : Paul Deschanel
- 12 de febrero de 1920 - 31 de mayo de 1924 : Raoul Péret
- 9 de junio de 1924 - 21 de abril de 1925 : Paul Painlevé
- 22 de abril de 1925 - 20 de julio de 1926 : Édouard Herriot
- 22 de julio de 1926 - 10 de enero de 1927 : Raoul Péret
- 11 de enero de 1927 - 31 de mayo de 1936 : Fernand Bouisson
- 4 de junio de 1936 - 9 de julio de 1940 : Édouard Herriot

### Lista de las tendencias del Congreso de los Diputados
- 1871: monárquico (392 de cada 634 diputados).
- 1876-1885: dominante republicana.
- 1889-1898: dominante a izquierda (radicales-republicanos moderados).
- 1902-1914: dominante a izquierda con inclinación hacia el grupo socialista.
- 1919-1938: cuatro grupos dominantes, sistema de alianzas.

### El final de la cámara
La última sesión del Congreso de los Diputados fue presidida por Édouard Herriot el 9 de julio de 1940.
Fue prorrogada y aplazada por Philippe Pétain en el tercer acto constitucional del 11 de julio de 1940.